# Oudvaderlands recht
Oudvaderlands recht of oud-Hollands recht is een vakgebied binnen het recht, dat de rechtsgeschiedenis van verschillende lokale en regionale rechtssystemen in de noordelijke en zuidelijke Nederlanden en haar koloniën bestudeert. De periode die het vakgebied beslaat is vanaf de opkomst van geschreven bronnen in de 12e eeuw tot de codificatie van het Nederlands recht in de vroege 19e eeuw, toen onder Napoleon Bonaparte geprobeerd werd om de Franse code civil in te voeren.
Het oudvaderlands recht houdt zich onder andere bezig met het bestuderen van de overgang van gewoonterecht naar opgetekend recht, regionale rechtssystemen, het feodaal recht, het stadsrecht en de steeds groter wordende invloed die het Romeins recht en het canoniek recht op het oudvaderlands recht heeft gehad, voor en tijdens de opkomst van het Rooms-Hollands recht in de 17e en 18e eeuw.

## Geschiedenis
De eerste genootschappen en verenigingen die zich bezighielden met het oudvaderlands recht kwamen op in de laat 18e tot 19e eeuw, als gevolg van de codificatie die het Nederlands recht doormaakte. De basis voor het codificeren van het Nederlands recht werd al in de 18e eeuw gelegd in de romantische gedachte dat alle Nederlanders van de Bataven zouden afstammen, of nazaten van de Bourgondiërs zouden zijn.
Een van de eerste universiteiten die een hoogleraar in het oudvaderlands recht had was de Rijksuniversiteit Groningen die in 1762 een hoogleraar aanstelde, andere universiteiten die een leerstoel oudvaderlands recht aanstelden waren de universiteit Utrecht en de universiteit Leiden. Belangrijke verenigingen die werden opgericht waren onder andere de Vereniging tot Beoefening van Overijsselse Recht en Geschiedenis in 1860 en de Stichting tot Uitgaaf der Bronnen van het Oud-Vaderlandse Recht in 1879, die tevens sinds 1998 een bijzondere leerstoel oudvaderlands recht aan de universiteit van Amsterdam ondersteunt.

## Hoogleraren oudvaderlands recht
Universiteit Leiden
- Johan de Wal (1816-1892) (hoogleraar: 1848-1871)
- Sybrandus Johannes Fockema Andreae (1844-1921) (hoogleraar: 1871-1914)
- Anne Siberdinus de Blécourt (hoogleraar: 1917-1939)
- Willem van Iterson (hoogleraar: 1939-1946)
- Herman Fischer (hoogleraar: 1946-1964)
- Tom de Smidt (hoogleraar: 1965-1988)

Universiteit van Amsterdam
- Cornelis Pijnacker Hordijk (1847-1908) (hoogleraar: 1877-1881)
- Nicolaas de Roever (1850-1893) (lector: 1882-1893)
- Robert Fruin (1857-1935) (hoogleraar: 1910-1912)
- Paul Scholten (1875-1946) (hoogleraar: 1914-1921)
- Bert van Apeldoorn (1886-1979) (hoogleraar: 1921-1945)
- Frank Keverling Buisman (1945-) (hoogleraar: 1999-2007)

Vrije Universiteit Amsterdam
- Herman Dooyeweerd (1894-1977) (hoogleraar: 1926-1965)
- Egied I. Strubbe (1897-1970)

Universiteit Utrecht
- Meinardus Siderius Pols (1831-1897) (hoogleraar: 1885-1887)
- Duco Gerrold Rengers Hora Siccama (1876-1962) (hoogleraar: 1906-1942)
- Johan Philip de Monté ver Loren (1901-1974) (hoogleraar: 1942-1946, 1957-1971)

Rijksuniversiteit Groningen
- Johan Hendrik van Meurs (1888-1945) (hoogleraar: 1926-1943)
- P.W.A. Immink (1908-1965) (hoogleraar: 1946-1965)
- Pieter Gerbenzon (1920-2009) (hoogleraar: 1965-1982)

Radboud Universiteit
- E.J.J. van der Heijden (1885-1941) (hoogleraar: 1923-1938)
- Bernard Hermesdorf (1894-1978) (hoogleraar: 1938-1965)